# Macropygia doreya
La tórtola cuco sultán (Macropygia doreya) es una especie de ave columbiforme de la familia Columbidae encontrada en las islas Molucas, Célebes, Nueva Guinea y las islas cercanas. Es considerada una subespecie de la tórtola cuco pechirrosa (Macropygia amboinensis) por algunas autoridades taxonómicas.

## Subespecies
Se reconocen las siguientes subespecies:
- M. d. doreya Bonaparte, 1854 – en el oeste de Nueva Guinea (Irian Jaya) y las islas del oeste de Papúa;
- M. d. balim Rand, 1941 – en el valle de Baliem en el centro norte de Nueva Guinea;
- M. d. albiceps Bonaparte, 1856 – en el norte de las islas Molucas;
- M. d. atrata Ripley, 1941 – en las islas Togian;
- M. d. sanghirensis Salvadori, 1878 – en las islas Sangihe y Talaud;
- M. d. albicapilla Bonaparte, 1854 – en Célebes e islas cercanas;
- M. d. sedecima Neumann, 1939 – en las islas Sula.